# Kitty Sewell
Kitty Sewell é uma escritora sueca, conhecida pelas suas obras Armadilha e Herança de Sangue, publicadas originalmente em inglês. Fala fluentemente quatro línguas. Actualmente vive em Espanha.

## Biografia
Kitty Sewell viveu na Suécia até aos treze anos, altura em que os seus pais decidiram vender a sua propriedade rural e viver nas ilhas Canárias, em Espanha. Aos dezoito anos, Kitty e os pais vão viver para o Canadá, a fim de começarem uma nova vida. Quando acabou a faculdade de Direito decidiu explorar, sozinha, a América do Sul, durante um ano. Casou-se, teve dois filhos, Elise e Erik, e divorciou-se. Foi viver numa pequena comunidade sub-árctica. Ali conheceu o seu actual marido, um médico inglês, e mudou-se para Inglaterra. Depois voltou a se mudar, desta vez, para o País de Gales, onde se formou em psicoterapia e, mais tarde, tirou um curso de escultura. Entretanto um amigo convence-a a escrever, daí publica o seu primeiro livro, um thriller chamado Armadilha. A partir daí passa a dedicar-se à escrita. Actualmente vive, a maior parte do tempo, em Granada (Espanha), onde tem uma quinta de plantação de fruta.

## Obras publicadas em português
- Armadilha, Círculo de Leitores, 2008
- Herança de Sangue, Bertrand Editora, 2009

* Armadilha também se encontra publicado na Betrand Editora com a mesma tradução da Círculo de Leitores, porém com capas diferentes.